# باتريك أوسبورن (لاعب اتحاد الرغبي)
باتريك أوسبورن (بالإنجليزية: Patrick Osborne)‏ هو لاعب اتحاد الرغبي نيوزيلندي، ولد في 14 يونيو 1987 في سوفا في فيجي.

## وصلات خارجية
- باتريك أوسبورن عل موقع إسبنسكروم (الإنجليزية)
- باتريك أوسبورن على موقع ItsRugby.co.uk (الإنجليزية)